# عملية اسيفيوس
```
عملية اسيفيوس
 هي مساهمة 
الجيش الكندي
 في بعثة الأمم المتحدة للمساعدة المدنية في 
أفغانستان
 (UNAMA). في 28 نوفمبر 2002 ، أعلن وزير الدفاع الوطني جون ماكالوم أنه سيتم نشر ضابط من القوات الكندية باسم اللفتنانت كولونيل ديفيد روس في 
أفغانستان
 (حتى يونيو 2004) ليعمل كمستشار عسكري لبعثة الأمم المتحدة.
```

تتألف الوحدة الاستشارية العسكرية التابعة لبعثة الأمم المتحدة لتقديم المساعدة في أفغانستان من ضباط برتبة مقدم أو ما يعادلها من عدة دول، تحت قيادة العميد. وباستخدام مكتب كابل في بعثة الأمم المتحدة لتقديم المساعدة إلى أفغانستان كقاعدة رئيسية، يضطلع ضباط الاتصال العسكريون بعدة مهام، أهمها تقديم المشورة العسكرية في الوقت المناسب إلى الممثل الخاص في كابل لدى الأمين العام. وهم يعملون بشكل روتيني في مكاتب الأمم المتحدة الإقليمية خارج كابل.

## واجبات ضابط الاتصال العسكرية
وتتمثل الشواغل الرئيسية لضباط الاتصال العسكريين في نزع السلاح والتسريح وإعادة الإدماج (DDR) ، التي تتعامل معها الأمم المتحدة من خلال «برنامج البدايات الجديدة لأفغانستان». وتؤثر مبادرات نزع السلاح والتسريح وإعادة الإدماج لبرنامج أفغانستان الجديد على 100,000 جندي، علي استشارة المهارات، وأحياناً، الالتحاق بالوظائف غير العسكرية. ويساعد ضباط الاتصال العسكريون على تحديد هوية الجنود الذين سيتم تسريحهم والعمل مع مجموعة مراقبين دوليين بقيادة يابانية لضمان أن تكون العملية عادلة ودقيقة وفي الوقت المناسب. ومن المتوقع أن تستغرق عملية نزع السلاح والتسريح وإعادة الإدماج في أفغانستان ثلاث سنوات. يتعامل ضباط الاتصال العسكري مع العديد من المنظمات والوكالات والأفراد العاملين في أفغانستان، بما في ذلك ما يلي:
- جميع مكاتب الأمم المتحدة والعديد من المنظمات الحكومية وغير الحكومية.
- السفارة الكندية في كابل.
- قوات المساعدة الأمنية الدولية (ايساف) ومقرها كابل (تساهم كندا بما يقرب من 2000 جندي تحت عملية أثينا).
- مكتب التعاون العسكري بقيادة الولايات المتحدة في أفغانستان ، والذي يعمل على إصلاح وزارة الدفاع الأفغانية وتنسيق تدريب الجيش الوطني الأفغاني الجديد.
- الملحقين العسكريين من مختلف السفارات وجماعات الضغط الأفغانية.
- بعثة الأمم المتحدة للمساعدة في أفغانستان (UNAMA) مسؤولة عن تخطيط وإدارة جميع أنشطة الأمم المتحدة في أفغانستان، مع التركيز على الشؤون السياسية وجهود الإغاثة والإنعاش والتعمير بالتنسيق مع السلطة الانتقالية الأفغانية.

## روابط خارجية
- http://www.forces.gc.ca/site/operations/Accius/view_news_e.asp?id=1203 نسخة محفوظة 24 February 2006 على موقع واي باك مشين. - Backgrounder | Operation ACCIUS | BG-03.054 - October 1, 2003
- http://www.forces.gc.ca/site/operations/Accius/view_news_e.asp?id=498 نسخة محفوظة 24 February 2006 على موقع واي باك مشين. - News Release | Deployment of a Military Advisor to Afghanistan | NR-02.075 - November 28, 2002
- http://www.forces.gc.ca/site/operations/past_ops_e.asp نسخة محفوظة 10 December 2005 على موقع واي باك مشين. - Past Canadian military operations
- http://www.scouts.ca/media/documents/p06afghanistan.pdf - Canadian Scouter David Ross on his return from Operation ACCIUS | PDF
- https://web.archive.org/web/20070927011519/http://www.ploughshares.ca/libraries/monitor/mons03h.htm - Canadian Forces International Operations as of 17 September 2003
- http://www.dfait-maeci.gc.ca/cip-pic/library/Peacekeeping-YorkU.pdf - Renewing Multilateral Instruments: Canada & Peacekeeping | PDF